# Форе Монтје
Форе Монтје (фр. Forest-Montiers) насеље је и општина у североисточној Француској у региону Пикардија, у департману Сома која припада префектури Абевил.
По подацима из 2011. године у општини је живело 426 становника, а густина насељености је износила 41,68 становника/km². Општина се простире на површини од 10,22 km². Налази се на средњој надморској висини од 22 метара (максималној 44 m, а минималној 4 m).

## Демографија
| 1962. | 1968. | 1975. | 1982. | 1990. | 1999. | 2011. |
| ----- | ----- | ----- | ----- | ----- | ----- | ----- |
| 379   | 394   | 372   | 347   | 336   | 374   | 426   |

График промене броја становника у току последњих година